# Cynthia Weil

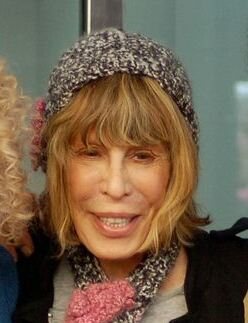
Cynthia Weil (2012)

Cynthia Weil (* 18. Oktober 1940 in New York City; † 1. Juni 2023 in Beverly Hills, Kalifornien) war eine US-amerikanische Songschreiberin. Sie bildete ab den späten 1950er bis in die 1990er Jahre zusammen mit ihrem Mann Barry Mann eines der erfolgreichsten amerikanischen Songwriter- und Musikproduzenten-Teams.

## Anfänge
Cynthia Weil war ausgebildete Schauspielerin und Tänzerin. Sie entdeckte ihr Talent als Songschreiberin und ging zum Musikverlag Frank Loesser Music Publishing. Von dort wechselte sie 1960 zu Don Kirshners Musikverlag Aldon Music Publishing, wodurch sie zu den branchenbekannten Brill-Building-Autoren gehörte. Hier traf sie auf Barry Mann, als dieser für Teddy Randazzo gerade das im April 1960 veröffentlichte The Way of a Clown geschrieben hatte. „Meine ganze Karriere begann, weil ich Barry Mann nachlief“, bekannte sie.
Weils erster Song entstand aus der Zusammenarbeit mit dem Autoren-Ehepaar Gerry Goffin und Carole King, dessen Demoaufnahme von Jerry Landis (Pseudonym von Paul Simon) gesungen wurde. Der Titel Echoes wurde von Teddy Randazzo zwar erst im Dezember 1962 veröffentlicht, die Komposition stammte jedoch bereits aus dem Jahre 1959.

## Erste gemeinsame Hits
Barry Mann und Cynthia Weil arbeiteten nicht nur beruflich als Autorenteam zusammen, sondern wurden ein Paar und heirateten am 29. Oktober 1961. Ihre erste gemeinsame Komposition war im selben Monat Bless You für Tony Orlando, der ab 1970 als Leadsänger der Gruppe Dawn viele Erfolge hatte. Meistens sah die Arbeitsteilung vor, dass Barry Mann die Musik komponierte und Cynthia Weil den Text schrieb.

Crystals - Uptown

Die erfolgreichste Zusammenarbeit des Ehepaares war im November 1962 My Dad für Paul Peterson, auch gleichzeitig dessen beste Platzierung Platz 6 in den Charts. Ein Klassiker entstand dann mit dem Titel On Broadway am 22. Januar 1963 für die Drifters, wo Mann am Klavier zu hören ist und Dionne Warwick im Hintergrundchor singt. Das Stück beschreibt den Traum vieler Teenager, auf der berühmten Theaterstraße New Yorks entdeckt und berühmt zu werden. Die Aufnahme enthält auch ein Gitarrensolo von Phil Spector, der zu jener Zeit einer der vielen talentierten Songwriter des Brill Building war. Spector gründete im November 1961 mit Philles Records sein eigenes Plattenlabel. 
Bereits dessen dritte Single Uptown für die Girlgroup The Crystals im März 1962 stammte aus der Feder Mann/Weil. Noch zwei weitere Kompositionen für Philles-Records folgten, bis dann im November 1964 mit You’ve Lost That Lovin’ Feelin’ für die Righteous Brothers ein transatlantischer Tophit (Nr. 1 in den USA und GB) erschien. Die pompös von August bis November 1964 durch Spector produzierte und arrangierte Pop-Ballade zählt seither zu den meistgespielten Songs aller Zeiten und zu den Pop-Klassikern. Auch (You’re My) Soul and Inspiration für die unechten Brüder, das im Februar 1966 nicht mehr bei Philles-Records erschienen war, stammte von dem mittlerweile etablierten Autoren-Ehepaar. Dieses scheute sich nicht, mit zeitkritischen Songs aufzuwarten. Kicks für Paul Revere & the Raiders kritisierte im darauffolgenden Monat den Drogenmissbrauch, We Gotta Get Out of This Place für die Animals diente im Juli 1965 als Hymne gegen den Vietnamkrieg.

## 1970er bis 1990er Jahre
Für B. J. Thomas verfassten sie im Juni 1970 (I Just) Can’t Help Believing, insgesamt von 40 Interpreten nachfolgend gecovert (unter anderem von Elvis Presley). Sie überließen Dolly Parton den Titel Here You Come Again, der sich nach Veröffentlichung im Oktober 1977 zum Millionenseller entwickelte, Partons erster Crossover-Hit wurde und von BMI als „meistgespielter Country-Song des Jahres 1977“ ausgezeichnet wurde. Dan Hill brachte ihr Sometimes When We Touch im November 1977 bis auf Platz 3 der US-Charts.
In Kooperation mit Tom Snow schrieb Cynthia Weil den Text für He’s So Shy, erschienen im Juli 1980 von den Pointer Sisters. Im August 1981 förderten Mann/Weil die Karriere von James Ingram mit ihrer Komposition Just Once, Linda Ronstadt und James Ingram sangen als Duett den im Dezember 1986 publizierten Hit Somewhere Out There (US-Nr. 2), der 1987 zwei Grammy Awards für „besten Song des Jahres“ und „besten Filmsong“ (für den Trickfilm Feivel, der Mauswanderer) erhielt. Linda Ronstadt im Duett mit Aaron Neville transportierte das Don’t Know Much im September 1989 bis auf Rang 2 der Pop-Hitparade. Der Titel Running with the Night entstand zusammen mit seinem Interpreten Lionel Richie und gelangte nach Veröffentlichung im Juli 1983 bis auf Rang 7 der Pop-Charts. Zusammen mit Tommy Lee James schrieb Weil Martina McBrides Nummer-eins-Country-Song Wrong Again (Oktober 1998).

## Auszeichnungen
Dem BMI zufolge sind für Cynthia Weil insgesamt 639 Kompositionen urheberrechtlich registriert; sie gehört damit zu den großen Autorinnen der US-amerikanischen Popmusik. Im Dezember 1999 veröffentlichte BMI die „Top 100 Songs of the Century“, eine Liste der meistgespielten Songs in Radio und Fernsehen. Die Liste wird angeführt von You’ve Lost That Lovin’ Feeling, das über acht Millionen Mal aufgeführt worden war.
Cynthia Weil bekam 56 Pop-, Country- und R&B-Awards von BMI, womit die Popularität der Kompositionen durch Rundfunk- und Fernsehaufführungen anerkannt wurde. Zudem erhielt sie 60 Millionaire Awards für Titel, die mehr als eine Million Mal aufgeführt worden sind. Sie wurde 1987 in die Songwriters’ Hall of Fame aufgenommen. Der Rolling Stone listete sie 2015 gemeinsam mit ihrem Mann auf Rang 88 der 100 größten Songwriter aller Zeiten.